# Aldeanueva de Santa Cruz
Aldeanueva de Santa Cruz là một đô thị ở tỉnh Ávila, Castile và León, Tây Ban Nha. Theo điều tra dân số năm 2004 của (INE), đô thị này có dân số 172 người.

### Các đô thị giáp ranh
- Tây: Santa María de los Caballeros
- Nam: La Lastra.
- Đông: Avellaneda.
- Bắc: La Aldehuela y Santa María de los Caballeros.

## Biến động dân số
| 1991 | 1996 | 2001 | 2004     | 2007     | 204      | 193      |
| ---- | ---- | ---- | -------- | -------- | -------- | -------- |
| 186  | 172  | 152  | {{{12}}} | {{{13}}} | {{{14}}} | {{{15}}} |